# FM AICHI HEADLINE NEWS
『FM AICHI HEADLINE NEWS』（エフエムアイチ・ヘッドラインニュース）は、FM AICHIで1日数回放送されている報道番組である。
『FM AICHI NEWS&DRIVE INFORMATION』（エフエムアイチ・ニュースアンドドライブ・インフォメーション）、また、かつて放送されていた番組もここで解説する。

## 概要
FM AICHIでは情報番組の放送中や土日年末年始のJFNラインネット番組の放送後に報道番組を放送している。タイトルには『Weather』とは入っていないものの、実際にはニュースを伝えた後に気象情報を伝えることが多く、その際に愛知県の県域局でありながら、東海地方（愛知、岐阜、三重）の天気予報や気温を伝えている。
2014年3月まではこれらの番組が自社制作により毎日随時放送されていたが、日曜日の放送が終了し、2014年4月からは月曜から土曜に随時放送されることになった。
2021年4月からは平日の深夜と日曜の全ての時間帯と土曜の大部分の時間帯で、『JFN NEWS』をネットするようになった。

## 番組名

### 現在放送中の番組

#### FM AICHI HEADLINE NEWS
2008年秋改編より放送開始。基本的には、平日はアナウンサーが、土曜はパーソナリティがニュースを伝える。前番組からの主な変更点は開始ジングルとニュース読み中のBGMのみである。
2015年4月1日から2019年12月23日までは＠FMという愛称だったため、番組名は『＠FM HEADLINE NEWS』であった。＠FMに変更した際には開始ジングルとニュース読み中のBGMが変更され、FM AICHIに再び変更した際には開始ジングルのみ変更された。そのため、現在のBGMは『＠FM -』から使用されている。

#### JFN NEWS
2001年3月26日の改編から2020年3月29日までは平日7時台前半のネットワークゾーン以外すべてのニュースを自社で賄っていたが、3月30日の改編よりその方針を転換し、4月1日深夜(4月2日未明)からJFNC制作の『JFN NEWS』の平日最終版をネットすることとなった。また、2021年3月29日以降はさらに方針を転換し、土曜の大部分と、日曜のほとんどの時間もネットするようになった。開始から1年1か月はBGMの付加やタイトルの差し替えは行っていなかったが、2021年5月1日の11:55放送分より『FM AICHI HEADLINE NEWS』と同じBGMが付加されるようになった。
2021年7月より土日で『FM AICHI HOT TRACKS』を放送していた一部時間帯も『JFN NEWS』に差し替わり、金曜19:55の放送もスタートした。

### かつて放送されていた番組

#### FM AICHI NEWS（初代）
『FM AICHI NEWS（初代）』はアナウンサーではなく、各情報系番組のパーソナリティが読む（『HEARTFUL STYLE』、『POWER MIX』など、一部はアナウンサーが読む）。原則として全国ニュースとローカルニュースを混ぜた独自の構成となっており、一部を除いて最後は天気予報を読んでコーナーは終了する。2008年秋改編より、『FM AICHI HEADLINE NEWS』に変更する形で終了。

#### FM AICHI NEWS&DRIVE INFORMATION
2008年秋改編より放送開始。通常ニュースに加え、トラフィック（一部時間を除く）と天気予報を混ぜた内容となっており、全てをアナウンサーが読む。トラフィックは主に高速道路情報であり、読まれる時間の25分前の時点の情報となる。基本は土日に放送されるが、特別編成により全国ネット特番が放送される影響や自社特別番組を放送する都合で通常の情報番組で放送されない場合にも放送される。BGMは放送開始から『FM AICHI HEADLINE NEWS』と同じものを使用している。
『FM AICHI HEADLINE NEWS』同様、2015年4月1日から2019年12月24日までの番組名は『＠FM NEWS&DRIVE INFORMATION』であった。＠FMに変更した際には開始ジングルとニュース読み中のBGMが変更され、FM AICHIに再び変更した際には開始ジングルのみ変更された。そのために、現在のBGMは『＠FM -』から使用されている。
2021年3月28日を以て終了。4月以降は『JFN NEWS』に置き換え。

#### それ以前
かつては『FM 愛知ニュース&天気予報』（1980年代）、『FM AICHI SCOPE』（ニュースのみの場合）、『FM AICHI SCOPE NEWS&WEATHER』『FM AICHI SCOPE NEWS&INFORMATION』（1990年代初期）、『FM AICHI NEWS&WEATHER』『FM AICHI NEWS&INFORMATION』（1990年代中期ごろ）であった。

## 放送時間
2021年4月現在

### NEWS

#### 平日
- 07:50
- 09:25
- 12:05（月曜～木曜のみ）
- 13:30(金曜のみ)
- 13:50(月曜 - 木曜のみ)
- 15:40(月曜 - 木曜のみ)
- 17:25[2]

#### 土曜
- 06:50

### NEWS & DRIVE INFORMATION
2021年4月より『JFN NEWS』に置き換えたため、現在放送なし。

### JFN NEWS
- 8:55（土・日）
- 12:55（土・日）
- 14:55（土・日）
- 16:55（土・日）
- 19:55（金）
- 22:55（土・日）
- 24:55（平日）

### かつて
2014年3月30日までは日曜日も放送していた。2014年3月31日までは『FM AICHI HEADLINE NEWS』、2008年9月までは『FM AICHI NEWS（初代）』として、以下の時間に放送された。

#### 平日
- 7:33[3]
- 8:22
- 9:40
- 10:40
- 12:05
- 13:32
- 15:37
- 17:45[4]

#### 土曜
- 6:50

#### 日曜
- 7:31 
  - サンデーエクスプレスのニュースコーナーで放送されていたが、2014年3月30日をもって終了。一時はFM AICHIでの日曜朝の報道番組の放送がなくなったが、2021年より8:55 - 9:00にJFN NEWSが放送されるようになり、日曜朝の報道番組が7年ぶりに復活した。

※日曜20:32のニュースは、20時台の情報番組化に伴う変更によるもので、FM AICHI NEWS&WEATHER時代は20:55に独立した番組として放送されていた。2012年4月2日より情報番組が19:30までとなったため、夜の『FM AICHI NEWS』の放送は無くなった。しかし、2014年3月30日に朝の『FM AICHI NEWS』に放送もなくなり、日曜日の報道番組は『FM AICHI NEWS&DRIVEINFOMATION』に限られていたが、2021年3月28日をもって終了し、FM AICHI制作の日曜日の報道番組はなくなった。しかし、2021年よりJFN NEWSがネットされたことにより、8:55 - 9:00、11:55 - 12:00、17:55 - 18:00、22:55 - 21:00に放送されるようになり、日曜夜の報道番組も9年ぶりに放送されるようになった。
2021年3月28日までは『FM AICHI NEWS&DRIVE INFORMATION』のタイトルで以下の時間に放送されていた。
- 8:55 - 9:00（日）
- 11:55 - 12:00（土）
※トラフィック無し、（かつては、ニュース後『FM AICHI WEATHER』(2014年3月29日終了)（WEATHERのみスポンサーが付いているため）であった）
- 11:55 - 12:00（日）
- 16:55 - 17:00（土・日）
- 18:55 - 19:00（土・日）[5]
※トラフィックなし。20時台のNEWS&INFORMATIONが休止の場合はここに充てられる。2012年10月改編により、20時台からこの時間に移動となった。